# Trogon de Baird
Trogon bairdii
Espèce
Statut de conservation UICN

 NT  : Quasi menacé
Le Trogon de Baird (Trogon bairdii) est une espèce d'oiseaux de la famille des Trogonidae. D'après le Congrès ornithologique international, c'est une espèce monotypique.
Son nom commémore l'ornithologue et herpétologue américain Spencer Fullerton Baird (1823-1887).

## Répartition
Cet oiseau fréquente le versant pacifique du Costa Rica et du nord-ouest du Panama.